# Fable (série)
Fable é uma série de jogos de RPG de ação para as plataformas Xbox, Microsoft Windows, macOS, Xbox 360 e Xbox One. A série foi desenvolvida pela Lionhead Studios até o estúdio ser fechado em 2016, e é publicada pela Xbox Game Studios.

## Contexto
A série Fable se passa na nação fictícia de Albion, um estado que, na época do primeiro jogo, é composto de inúmeras cidades-estados autônomas com vastas áreas de campo ou deserto entre elas. O cenário originalmente se assemelha à Grã-Bretanha Medieval, com alguns elementos europeus. O nome Albion em si é um nome antigo, embora ainda usado, para a Grã-Bretanha. O período de tempo progride a cada jogo; em Fable II, Albion avançou para uma era semelhante à da Era do Iluminismo, e em Fable III a nação foi unificada sob uma monarquia e está passando por uma "Era da Indústria" semelhante à Revolução Industrial do mundo real dos séculos XVIII e XIX.
No primeiro Fable, os jogadores assumem o papel de um garoto que é forçado a uma vida de heroísmo quando bandidos atacam sua aldeia, matam seu pai e sequestram sua irmã. As escolhas que os jogadores fazem no jogo afetam a percepção e a reação ao seu Herói pelos personagens de Albion e mudam a aparência do Herói para espelhar quais ações boas ou más ele realizou. Além da missão principal para descobrir o que aconteceu com a família do Herói, os jogadores podem se envolver em missões e atividades opcionais, como comércio, romance e vida de casado, jogos de bar, boxe, exploração e roubo.
Fable II acontece 500 anos após os eventos do primeiro jogo. O mundo se assemelha à Europa entre o final dos anos 1600 e o início dos anos 1700, a época dos salteadores de estrada e do Iluminismo. A ciência e as ideias mais modernas suprimiram a religião e a magia da velha Albion. Suas cidades se desenvolveram em cidades, o armamento está lentamente tirando vantagem da pólvora, e a vida social, familiar e econômica apresenta mais possibilidades - assim como desafios. A sequência basicamente expande a maioria ou todas as partes da experiência de jogo do jogo anterior, sem alterar os modos elementares de jogo. O continente de Albion é maior como um mundo de jogo, mas contém menos locais, e os locais que permanecem são mais desenvolvidos e detalhados. Em contraste com Fable, a resolução de missões definidas não é a base da história; em vez disso, a história se desenvolve a partir da situação do jogador no tempo e no lugar. Isso dá ao jogo uma sensação de mais interatividade do que o primeiro título da série.
Em Fable III o cenário é 50 anos depois de Fable II. O desenvolvimento histórico está mais avançado desde a última versão: Albion está passando por uma Revolução Industrial e a sociedade se assemelha àquela do início dos anos 1800. Em todas as versões, o desenvolvimento moral (de forma negativa ou positiva) está no centro da jogabilidade. Esse desenvolvimento moral é expandido para incluir o pessoal ou psicológico e tem um aspecto mais político, pois o objetivo do jogo é derrubar o rei opressivo de Albion, bem como defender o continente de ataques do exterior..

## Jogabilidade
Como jogos de RPG, a série Fable constrói o desenvolvimento de um protagonista controlado pelo jogador, e o desenvolvimento está relacionado à interação do mesmo personagem com o mundo do jogo. Uma parte importante dessa interação é para a série Fable relacionada à interação com pessoas, seja conversa, narrativa, educação, comércio, jogos, cortejo e relacionamentos, ou luta.
O jogador é capaz de desenvolver o protagonista seguindo vários parâmetros, como magia, força e habilidades sociais. O jogador também pode direcionar a qualidade moral do protagonista, para que as habilidades possam ser desenvolvidas em termos e condições iguais, tanto no campo negativo quanto no positivo.
Além dessa base da jogabilidade, algumas das versões focam em missões definidas que, juntas, dão ao protagonista a oportunidade de se desenvolver, bem como revelam vertentes da história do jogo.
Fable II e Fable III incluem jogabilidade cooperativa, onde dois jogadores com seu próprio personagem podem unir forças em suas diferentes tarefas.

## Historia
| 2004      | Fable                    |
| 2005      | Fable: The Lost Chapters |
| 2006–2007 |                          |
| 2008      | Fable II                 |
| 2008      | Fable II Pub Games       |
| 2009      |                          |
| 2010      | Fable III                |
| 2011      | Fable Coin Golf          |
| 2012      | Fable Heroes             |
| 2012      | Fable: The Journey       |
| 2013      |                          |
| 2014      | Fable Anniversary        |
| 2015–2016 |                          |
| 2017      | Fable Fortune            |
| 2018–2024 |                          |
| 2025      | Fable                    |

| Jogo               | Metacritic                  |
| ------------------ | --------------------------- |
| Fable              | (Xbox) 85 (PC) 83 (X360) 68 |
| Fable II Pub Games | (X360) 53                   |
| Fable II           | (X360) 89                   |
| Fable III          | (X360) 80 (PC) 75           |
| Fable Heroes       | (X360) 55                   |
| Fable: The Journey | (X360) 61                   |

### Fable(2001–2006)
O primeiro jogo, Fable, foi provocado em 2001 pelo desenvolvedor Lionhead Studios. O designer-chefe e cofundador da Lionhead, Peter Molyneux, "prometeu uma experiência como nenhuma outra" e que o jogo "revolucionaria o RPG". Fable foi lançado para Xbox em 14 de setembro de 2004. Foi visto originalmente muito mal, pois foi relatado principalmente que o jogo não tinha conteúdo devido à quantidade substancial de "promessas" não cumpridas por Molyneux, pelas quais ele logo se desculpou, obtendo ainda mais cobertura da imprensa.
Apesar das ofertas de grandes empresas, como a Electronic Arts, a ambição exagerada experimentada durante o desenvolvimento de Fable e as vendas superestimadas do jogo original deixaram a Lionhead Studios com estoques baixos e endividada. Para ter acesso a um orçamento maior, a Lionhead assinou com a Microsoft Game Studios. Uma versão estendida, Fable: The Lost Chapters, foi lançada para Windows e Xbox em setembro de 2005; a Feral Interactive portou o jogo para a plataforma Mac em 31 de março de 2008. Ele apresentou novo conteúdo em muitas formas e, com o suporte da Microsoft, foi um sucesso comercial e de crítica.

### Fable II,Fable III(2006–2012)
Fable II foi lançado para Xbox 360 em 24 de outubro de 2008. Também foi um sucesso comercial e de crítica. Ele apresentou um jogo tie-in chamado Fable II Pub Games que foi lançado no Xbox Live Arcade, e um jogo flash online interativo chamado Fable: A Hero's Tale que permitia aos jogadores abrir um baú secreto no jogo principal.
Um terceiro jogo, Fable III, foi lançado para Xbox 360 em 29 de outubro de 2010, e um lançamento para Microsoft Windows em 17 de março de 2011. Este jogo também apresentava um jogo de telefone vinculado chamado Fable Coin Golf.
Em 2 de maio de 2012, Fable Heroes, foi lançado para o Xbox Live Arcade. Apesar da quantidade de diferenças que o jogo tem de outros da série e sua recepção crítica mista, sendo um jogo de luta multijogador para toda a família, o jogo é popular entre os fãs, pois ainda incorpora alguns dos elementos icônicos favoritos dos fãs da série.[carece de fontes?]

### Declínio (2012–2020)
Fable: The Journey, um spin-off dentro da série, foi lançado em outubro de 2012 na América do Norte e Europa. O jogo utilizou o acessório Kinect para o Xbox 360. O designer-chefe Peter Molyneux deixou a Lionhead Studios em 2012.
A Lionhead Studios lançou um remake para Xbox 360 do jogo original, incluindo The Lost Chapters, chamado Fable Anniversary, com críticas mistas em fevereiro de 2014. Fable Trilogy, uma compilação para Xbox 360 que inclui Fable Anniversary, Fable II e Fable III foi lançada em fevereiro de 2014.
Os jogos de cartas com tema de fábula foram lançados como parte da coleção Microsoft Solitaire para PC em 4 de março de 2014 e um tema de aniversário de fábula foi lançado para a coleção Microsoft Jigsaw.
Em agosto de 2013, a Lionhead Studios lançou um teaser trailer para Fable Legends, um título do Xbox One ambientado na "Era dos Heróis" muito antes dos eventos do primeiro jogo. O trailer enfatiza que no jogo o jogador jogaria ao lado de outros quatro jogadores e poderia escolher ser o Herói da história ou o Vilão. A Microsoft cancelou o projeto em março de 2016 e a Lionhead Studios foi fechada logo depois.
Em maio de 2016, antigos desenvolvedores da Lionhead lançaram uma campanha no Kickstarter para financiar coletivamente o Fable Fortune, um jogo de cartas colecionáveis gratuito. O jogo estava em desenvolvimento na Lionhead antes do fechamento do estúdio. O jogo foi lançado para o Xbox One em fevereiro de 2018.

### Reboot (2020–presente)
Em janeiro de 2018, surgiram rumores de que um novo jogo Fable estava sendo desenvolvido por Playground Games, e esse estúdio estava contratando 177 posições para um RPG de mundo aberto. Durante o Xbox Games Showcase em julho de 2020, um novo Fable foi anunciado como estando em desenvolvimento, com o jogo sendo lançado no Xbox Series X/S e Microsoft Windows em uma data não revelada. Ele será executado no motor de jogo interno da série Forza, ForzaTech. Em novembro de 2021, a Eidos-Montréal se juntaria ao projeto como co-desenvolvedor. Em março de 2023, o jogo foi relatado como estando nos estágios iniciais de produção completa. Em 11 de junho de 2023, a Playground Games revelou o primeiro trailer do jogo Fable no Xbox Games Showcase, com o ator Richard Ayoade, seguido posteriormente por outro trailer de julho de 2024 com o ator Matt King.

## Romance

Romance cover art

Fable: The Balverine Order é um romance de fantasia de Peter David baseado na série. O romance foi lançado na América do Norte e Europa em outubro de 2010. O livro foi lançado com um código exclusivo para desbloquear uma arma única em Fable III.
A história é contada do ponto de vista de um rei de um país desconhecido que ouve um contador de histórias sem nome no universo Fable. Acontece entre Fable II e III. A história central envolve os personagens Thomas Kirkman, um filho rico de um comerciante têxtil cuja morte da mãe o coloca em sua busca para encontrar uma balverina, e seu criado, James Skelton, uma criança em uma grande família pobre. Os dois amigos enfrentam a natureza selvagem em busca de uma balverina que matou o irmão de Thomas, Stephen.

## Ligações Externas
- Sítio oficial
- Arquivado em 2016-04-01 no Wayback Machine